# Јиржи Булис
Јиржи Булис (чеш. Jiří Bulis; рођен 3.октобара 1946. Хомутову — Оломоуц, 12.маја 1993) је био чешки музичар, композитор и клавијатуриста, аутор филмске, позоришне и џез музике.

## Биографија
Име Јиржија Булиса је углавном спојено са брњенском позоришном сценом. Родио се 3. 10. 1946. у Хомутову. Након завршене гимназије у свом родном месту прелази у Брно, где студира музичку културу на педагошком факулету универзитета Јана Евангелиста Пуркиња (садашњи Масариков универзитет) а у периоду од 1966-1971 студирао је композицију на Јаначковој музичкој академији у Брну. Након завршених студија радио је као учитељ у Кромјержижу а од краја седамдесетих година се у потпуности посветио искључиво компоновању. Његова каријера несрећним случајем је прекинута када у својој 47. години умире у аутомобилској несрећи, на ауто-путу између Оломоуца и Простјејова. Сахрањен је у Простјејову. Током његовор живота није објављена ни једна од његових песама. Оне су угледале светлост дана у наредном периоду, као комбинација различитих ауторових снимака изведених током његових наступа.
Без обзира на то што ниједна његова композиција није постала хит који би привукао пажњу ширег аудиторијума оне остају у неизбрисивом сећању сваког ко се са њима сусрео.